# Онтичний
Онти́чний (від лат. on, ontos — бути) — у філософії Мартіна Гайдеггера та психології Віктора Франкла це те, що належить до порядку сущого (предметно-чуттєвого), на відміну від «онтологічного», яке належить до порядку буття і включає духовну складову. Якщо суще (нім. Seiendes) — це предметно-чуттєвий світ, то буття (нім. Sein) — це умова можливості сущого, гранична змістовна можливість усякого запитування. Особливе місце в ряду сущого займає Dasein (нім.) Останнє є таке суще, в якому «справа йде про саме буття», воно є місцем, в якому може бути поставлене питання про сенс буття. Тому Dasein характеризується в «Бутті і часі» як «онтично найближче», але «онтологічно найдальше».